# Nuestra Señora de Coromoto en San Juan de Dios (título cardenalicio)
Nuestra Señora de Coromoto en San Juan de Dios es un título cardenalicio diaconal de la Iglesia Católica. Fue instituido por el papa Juan Pablo II en 1985.

## Titulares
- Rosalio José Castillo Lara, S.D.B. (25 de mayo de 1985 - 16 de octubre de 2007)
- Fernando Filoni (18 de febrero de 2012 - 26 de junio de 2018); título episcopal pro hac vice (26 de junio de 2018)